# Plattdeutsches Wort des Jahres
Das Plattdeutsche Wort des Jahres wird seit 1995 ausgezeichnet. Bis 2003 wurde ein Wort des Jahres gekürt. Seit 2004 werden drei Kategorien bewertet: Das schönste plattdeutsche Wort (dat schönste plattdütsche Wurt), der beste aktuelle plattdeutsche Ausdruck (de beste aktuelle plattdütschen Utdruck) sowie die liebste Redensart oder das Lieblingssprichwort (de leiwste Redensort oder dat leiwste Sprichwurt).
Jahrelang wurde der Wettbewerb vom Landesheimatverband Mecklenburg-Vorpommern getragen. Nachdem der Landesheimatverband 2013 wegen Insolvenz aufgelöst worden war, wurde der Wettbewerb zwischen 2011 und 2017 lediglich alle zwei Jahre durchgeführt. Da er weniger beworben wurde, ging die Anzahl der eingesendeten Vorschläge zurück. Die Auswahl übernahm eine Jury des bereits zuvor beteiligten Fritz-Reuter-Literaturmuseums. Seit der Gründung des Heimatverbandes Mecklenburg-Vorpommern im Jahr 2015 ist dieser wieder an dem Wettbewerb beteiligt und es wird wieder jährlich das schönste plattdeutsche Wort gekürt.

## Plattdeutsches Wort des Jahres
| Jahr | Wort des Jahres                  | Übersetzung                                                                                                  |
| ---- | -------------------------------- | --- |
| 1995 | Schnarrenpüster                  | komischer Typ, Sonderling                                                                                    |
| 1997 | Klaukschieter                    | Klugscheißer                                                                                                 |
| 1998 | Eurodalermaless                  | Euroärger |
| 1999 | Dat Figiliensche Johr Tweidusend | Jahr-2000-Problem                                                                                            |
| 2000 | Brägenklœterige Kauh             | verrückte Kuh (siehe auch BSE)                                                                               |
| 2001 | begriesmulen                     | etwas schlecht machen, fehlschlagen, jemanden anführen                                                       |
| 2002 | upsternaatsch/obsternaatsch      | aufmüpfig, starrköpfig                                                                                       |
| 2003 | swienplietsch                    | pfiffig, verschlagen, schlau, gerissen                                                                       |
| 2004 | begäuschen                       | beruhigen, beschwichtigen                                                                                    |
| 2005 | upfidummen                       | sich auffällig anziehen oder sich herausputzen; sich auffällig anziehen, sich herausputzen                   |
| 2006 | Min Herzing                      | mein Herzchen, mein Liebling (siehe auch: Min Herzing)                                                       |
| 2007 | Oeschen                          | Buschwindröschen                                                                                             |
| 2008 | Plüschmors                       | „Plüschhintern“ für Hummel                                                                                   |
| 2009 | Spijöök                          | Spaß, Scherz, Flunkerei                                                                                      |
| 2010 | langtöögsch                      | langsam, pomadig                                                                                             |
| 2011 | öllerhaftig                      | altmodisch, ältlich                                                                                          |
| 2012 | –                                | – |
| 2013 | rallögen                         | besinnungslos oder schlaftrunken die Augen verdrehen, verwundert gucken                                      |
| 2014 | –                                | – |
| 2015 | kommodig                         | angenehm, bequem                                                                                             |
| 2016 | –                                | – |
| 2017 | Dwarsdriewer                     | Quertreiber, Querulant                                                                                       |
| 2018 | Hartpuckern                      | Herzklopfen                                                                                                  |
| 2019 | Utklamüsern                      | austüfteln, herausfinden, auskundschaften, forschen                                                          |
| 2020 | Ballerdutje                      | schmatzender Kuss                                                                                            |
| 2021 | butschern                        | einfach raus gehen, mal was unternehmen                                                                      |
| 2022 | Dunnerlüchting                   | Zusammensetzung aus den Worten für Donner und Blitz; bringt sowohl Verwunderung als auch Freude zum Ausdruck |
| 2023 | Fräden                           | Frieden |
| 2024 | Tauversicht                      | Zuversicht                                                                                                   |
| 2025 | Schlackermaschü                  | Schlagsahne                                                                                                  |

## Aktueller Ausdruck
| Jahr | Bester aktueller Ausdruck   | Übersetzung                                                                                       |
| ---- | --------------------------- | ------------------------------------------------------------------------------------------------- |
| 2004 | Klappräkner                 | Notebook                                                                                          |
| 2005 | Lämmerhüppen                | Diskothek                                                                                         |
| 2006 | Fixrühr                     | Mixer oder Mikrowelle                                                                             |
| 2007 | Ackerschnacker              | Handy, ursprünglich Feldtelefon                                                                   |
| 2008 | Bankenmalür                 | Finanzkrise                                                                                       |
| 2009 | Miendientje                 | Warentrenner, zwischen „Mein“ und „Dein“                                                          |
| 2010 | Biojüch                     | „Bio-Jauche“, der Kraftstoff E10                                                                  |
| 2011 | Hus hollen                  |                                                                                                   |
| 2012 | –                           | –                                                                                                 |
| 2013 | –                           | –                                                                                                 |
| 2014 | –                           | –                                                                                                 |
| 2015 | Strommoehl                  | Windkraftanlage                                                                                   |
| 2016 | –                           | –                                                                                                 |
| 2017 | Büdelflieger                | Motorschirmflieger                                                                                |
| 2018 | Ankiekbook                  | Facebook                                                                                          |
| 2019 | fuurtsen-roewertrecken-Code | QR-Code                                                                                           |
| 2020 | Snutdauk                    | „Schnutentuch“, Mundschutz (Alltagsmaske, Mund-Nasen-Schutz)                                      |
| 2021 | Holl di fuchtig             | „Bleib gesund“                                                                                    |
| 2022 | Tippschnack                 | Chatten im Internet                                                                               |
| 2023 | Brägenplietschmaschin       | Künstliche Intelligenz (Zusammensetzung aus plattdeutschen Wörtern für Gehirn, klug und Maschine) |
| 2024 | düstersinnig                | trübsinnig, schwermütig, depressiv                                                                |
| 2025 | Upschiweritis               | Wortneuschöpfung für Aufschieberei                                                                |

## Redewendung / Sprichwort
| Jahr | Liebste Redensart oder liebstes Sprichwort                                          | Übersetzung                                                                                       |
| ---- | ----------------------------------------------------------------------------------- | ------------------------------------------------------------------------------------------------- |
| 2004 | De Lüüd seggt, he hett Glück hatt! Dat hei ok arbeit’t hett, dor snackt keeneen vun | Die Leute sagen, er hat Glück gehabt! Dass er auch Arbeit hatte, davon redet keiner               |
| 2005 | Denn Politik, seggt de Buer, is anners as daun                                      | Denn Politik, sagt der Bauer, ist anders als tun                                                  |
| 2006 | Wat möt, dat möt                                                                    | Was muss, das muss                                                                                |
| 2007 | Dat Läwen is väl tau kort för ein langes Gesicht                                    | Das Leben ist viel zu kurz für ein langes Gesicht                                                 |
| 2008 | Wenn du nich weißt, ob mir, ob mich, schnack plattdüütsch, denn blamierst’ di nich  | Wenn Du nicht weißt, ob es mir oder mich heißt, sprich Plattdeutsch, dann blamierst Du Dich nicht |
| 2009 | Jeder räd’t von’t Supen, keiner räd’t von’n Döst                                    | Jeder redet vom Trinken, keiner redet vom Durst                                                   |
| 2010 | Dat Küken will ümmer kläuker sin as dat Hauhn                                       | Das Küken will immer schlauer sein als das Huhn                                                   |
| 2011 | Dor hett`n Ul säten                                                                 | Da hat eine Eule gesessen                                                                         |
| 2012 | –                                                                                   | –                                                                                                 |
| 2013 | –                                                                                   | –                                                                                                 |
| 2014 | –                                                                                   | –                                                                                                 |
| 2015 | Nähm di nix vör, denn sleiht di nix fähl                                            | Nimm dir nichts vor, dann schlägt dir nichts fehl.                                                |
| 2016 | –                                                                                   | –                                                                                                 |
| 2017 | Kumm rin un Snack di ut, gah rut un hol din Snut                                    | Komm’ rein und sprich dich aus, geh’ raus und rede nicht weiter drüber                            |
| 2018 | Stoh fast, kiek weit und röög di!                                                   | Steh fest, schau weit und mach was!                                                               |
| 2019 | He röögt dat Muul as de Katteker den Steert                                         | Er hat ein flinkes Mundwerk (wörtlich: Er bewegt das Maul wie das Eichhörnchen den Schwanz)       |
| 2020 | Ut ein’ Schwientroch ward kein Violin                                               | Aus einem Schweinetrog wird doch keine Geige                                                      |
| 2021 | Dat gröttste Glück, as mi bedücht, hett, wer up Glück lecht kein Gewicht            | Glücklich ist, wer kein Glück sucht                                                               |
| 2022 | Een vergnöögt Hart is better as’n Büdel vull Geld                                   | Ein vergnügtes Herz ist besser als ein Sack voller Geld                                           |
| 2023 | Leiwer drög Brot in’n Fräden, as Kauken un Braden in Striet                         | Lieber trocken Brot im Frieden als Kuchen und Braten im Streit                                    |
| 2024 | Wecker rieden will, de möt ierst rup up ’t Pierd                                    | Wer reiten will, der muss erstmal auf’s Pferd raufkommen                                          |
| 2025 | Von’n gaut Wuurt warden de Tähn’n nich stump                                        | Von einem guten Wort werden die Zähne nicht stumpf                                                |